# قصر ميرافلوريس
قصر ميرافلوريس ( الإسبانية Palacio de Miraflores ) هو المقر الرسمي لرئيس فنزويلا. يقع في شارع أوردانيتا، حي ليبرتادور في كاراكاس.

## أنظر أيضا
- تاريخ فنزويلا
- قائمة المساكن الرسمية
- قائمة رؤساء فنزويلا
- قائمة السيدات الأوائل في فنزويلا
- جاسينتا باريجو (السيدة الأولى في أواخر القرن التاسع عشر)